# Leptodesmus andinus
Leptodesmus andinus är en mångfotingart som beskrevs av Kraus 1954. Leptodesmus andinus ingår i släktet Leptodesmus och familjen Chelodesmidae. Inga underarter finns listade i Catalogue of Life.